# إيفان فارغا
إيفان فارغا (بالإسبانية: Iván Varga)‏ هو لاعب كرة قدم أرجنتيني في مركز الدفاع، ولد في 23 يونيو 1995 في أفيانيدا في الأرجنتين. لعب مع أرسنال ساراندي.

## وصلات خارجية
- إيفان فارغا على موقع قاعدة بيانات كرة القدم.إي يو (الإنجليزية)
- إيفان فارغا على موقع Soccerway.com (الإنجليزية)